# Hugues de Keroulay
Hugues de Keroulay, natif du diocèse de Léon et mort en 1384, est un prélat breton du XIVe siècle.

## Biographie
Hugues de Keroulay est un fameux docteur in utroque jure, chanoine à Angers dès 1362 et professeur à l'université d'Angers en 1378. Il est élu évêque de Tréguier en 1383. Conseiller du duc, il est envoyé comme ambassadeur en mai 1384 au roi de France Charles VI pour lui faire des remontrances sur les atteintes portées par ses officiers aux prérogatives du duché de Bretagne.
Il meurt à la fin de l'année 1384.